# Atlantikwall & Luchtoorlog Bunker Museum Antwerpen
Het Bunker Museum Antwerpen of Atlantikwall & Luchtoorlog Bunker Museum Antwerpen bevindt zich in Park den Brandt (een deelpark van het Nachtegalenpark), Wilrijk in de provincie Antwerpen.

## Het Bunkerdorp: Hoofdkwartierbunkers
Het Bunkerdorp werd in 1943 tijdens de Tweede Wereldoorlog voor de Atlantikwall in België gebouwd en omvat in totaal acht bunkers (in Park Den Brandt) waarvan drie bunkers toegankelijk zijn voor het publiek. In totaal zijn twee van de drie opengestelde bunkers uitgebouwd tot een volwaardig oorlogsmuseum met de Atlantikwall, Luchtoorlog en V-Wapens als specialisatie. Op het Wilrijkseplein bevinden zich nog drie bunkers, waar de transmissie troepen van de staf hun kwartier hadden.

## De Bunkers
- Bunker SK1 (Führungsbunker), waar het eigenlijke museum in gevestigd is. Deze type van bunker, SK1 staat voor Sonderkonstruktion 1, is zeer zeldzaam.
- Bunker SK1 (Quartiermeister-Bunker), deze bunker is niet toegankelijk voor het publiek.
- 5x Manschappenbunker van Type VF52A, waarvan één toegankelijk voor het publiek.
- 1x Hospitaalbunker van Type VF57A, toegankelijk voor het publiek.

## Oorlogsmuseum
Het eigenlijke museum van het bunkerdorp is gevestigd in de Sonderkonstruktion 1 (SK1) bunker, tevens de hoofdcommandobunker (Führungsbunker) van de Atlantikwall in België. In dit museum zijn tal van archeologische stukken uit verscheidene fortificaties uitgestald en bevindt zich veel documentatiemateriaal met betrekking tot de Atlantikwall, luchtoorlog en Antwerpen zelf tijdens de oorlog. Het museum is uniek in en buiten België dankzij zijn machinekamer, die bijna volledig compleet is en waarvan er machines terug tot werking worden gebracht. Alsook onderdelen van de V1- en V2-Wapens zijn hier vrij te bezichtigen.

## Geschiedenis van het Bunkerdorp
Tijdens de Tweede Wereldoorlog werd dit bunkerdorp gebouwd als hoofdcommando voor de Atlantikwall in België. Het commando liep van de Franse grens tot aan Walcheren. De troepen die in de bunkers en omliggend gestationeerd waren, was het LXXXIX. Armeekorps onder leiding van General der Panzertruppen Alfred Ritter von Hubicki en nadien General der Infanterie Werner Albrecht Freiherr von und zu Gilsa en zijn staf. Generalfeldmarschall Erwin Rommel bracht tweemaal een bezoek aan het Nachtegalenpark.
De bunkers werden in 1943 gebouwd en na de landingen in Normandië, op 29 augustus 1944, enkele dagen voor de bevrijding van Antwerpen, werd het hoofdcommando door General von und zu Gilsa en zijn staf verlaten. Na de oorlog, meer bepaald op 1 juli 1947 werd al het meubilair en uitrusting zowel binnen als buiten de bunkers verkocht door middel van veiling. Nadien, op 19 juli 1947, werden er plannen opgesteld om de bunkers te slopen, maar de plannen werden herroepen op 20 maart 1948.
Voor 1985 werd de commandobunker nog gebruikt door de Civiele Bescherming, maar die verhuisde nadien. Uiteindelijk werd op 11 juni 2004 het bunkerdorp als Monument erkend.
Op het Wilrijkseplein zijn er nog bunkers te vinden die bij de hoofdkwartierbunkers behoorden van het LXXXIX. Armeekorps. Hier werd een communicatiebunker type 618 (Nachtrichtenstand für höhere Stäbe) gebouwd. Vanuit deze bunker werden alle telefoon-, telex- en radioverbindingen voor de korpsstaf onderhouden. Eveneens waren er twee opslagplaatsen waarin reparatiemateriaal voor kapotte verbindingslijnen was geplaatst. De militairen die noodzakelijk waren voor het functioneren van de verbindingen waren in twee bunkers van het type 622 (Doppelgruppenunterstände) ondergebracht.

## De Luchtoorlog en V-Wapens
Mede door de samenwerking van het Museum en specialisten van het WWII Aircraft Research Centre werden er ongeveer 5400 vliegtuigcrashes door hen opgetekend in België. Meerdere vermiste bemanningsleden kregen hierdoor een graf en onverklaarbare feiten werden opgelost. Tal van opgravingen brachten het museum een rijke buit van vliegtuigonderdelen op, alle zijn tentoongesteld in het museum. In het Museum wordt meer informatie gegeven over de opgravingen en bemanningsleden van deze toestellen. De V-Wapens (Vergeltungswaffe) zijn niet weg te denken in de geschiedenis van Antwerpen en vormen een onderdeel van de luchtoorlog. In het museum wordt onder meer de werking van de V1- en V2-bommen uitgelegd en zijn verschillende onderdelen van de V1 en V2 tentoongesteld.